# Võõpsu
Võõpsu eller Võõpso (tyska: Wöbs) är en småköping (estniska: alevik) i Räpina kommun i landskapet Põlvamaa i sydöstra Estland. Orten ligger vid Riksväg 45, väster om ån Võhandu jõgi, inte långt från dess utflöde i sjön Peipus. På andra sidan ån, som här utgör gräns mot grannkommunen Setomaa i landskapet Võrumaa, ligger en by som även den heter Võõpsu.
I kyrkligt hänseende hör orten till Räpina församling inom den Estniska evangelisk-lutherska kyrkan.